# Tavrion Batozskij
Tavrion Batozskij (al secolo Tichon Danilovič Batozskij in russo Тихон Данилович Батозский?) (Oblast' di Charkiv, 10 agosto 1898 – Riga, 13 agosto 1978) è stato un monaco cristiano, presbitero e religioso russo, archimandrita della Chiesa ortodossa russa, vittima della Persecuzione dei cristiani in URSS, prigioniero di Gulag, fu un Starec e una figura carismatica della rinascita liturgica, era noto come la guida spirituale.

## Biografia
Nacque in una grande famiglia di un mercante in Ucraina orientale dell'ex-Impero russo. Nel 1913 entro in monastero di Natività della Vergine del eremo Glinsk, dove lavorò nel laboratorio iconografico e studiò presso i corsi dei missionari. Nell 1920 pronuncia i voti solenni. Nel 1922 il monastero fu chiuso, e Tavrion andò a Mosca, dove si stabilì nel Monastero Novospasskij dove il 1925 viene ordinato Ieromonaco. Nell 1927 viene arrestato e condannato a rinchiuso in Gulag da scontare nella provincia di Perm'. Nel 1935 è messo in libertà, passa alla vita clandestina della chiesa catacombale. nel 1940 viene arrestato per la seconda volta e condannato a 8 anni da scontare nel nord della Oblast' di Sverdlovsk in zona degli Urali. Dopo la liberazione nel 1948 è mandato al confino nella regione di Qostanay in Repubblica Socialista Sovietica Kazaka, nel 1956 può riportare in sona europea del paese. Nel 1969 si stabilisce in Eparchia di Riga è nominato padre spirituale del monastero a Elgava in Repubblica Socialista Sovietica Lettone. Negli anni '60-70 il nome di Tavrion era noto a tutta la Russia ortodossa. A centinaia i pellegrini affrontavano un lungo viaggio da tutta l'URSS per poter parlare con lui. Molte persone hanno incontrato la fede attraverso di Tavrion. È stato destinatario, ancora in vita, di una venerazione popolare.

## Opere
- (RU) старец АрхимандритТаврион (Батозский), su tavrion.blogspot.co.uk.